# Argonce
Die Argonce (im Oberlauf auch Ruisseau de la Renaudaie genannt) ist ein kleiner Fluss in Frankreich, der im  Département Manche in der Region Normandie verläuft. Sie entspringt beim Ort Juvigny-le-Tertre, im Gemeindegebiet von Juvigny les Vallées, entwässert generell Richtung Südsüdwest und mündet nach rund 16 Kilometern im Gemeindegebiet von Grandparigny als rechter Nebenfluss in die Sélune.

## Orte am Fluss
(Reihenfolge in Fließrichtung)
- Juvigny-le-Tertre, Gemeinde Juvigny les Vallées
- Le Champ au Renard, Gemeinde Juvigny les Vallées
- La Gandonnière, Gemeinde Juvigny les Vallées
- La Gaumerais, Gemeinde Romagny Fontenay
- Chèvreville, Gemeinde Grandparigny
- La Buronnière, Gemeinde Grandparigny